# Whalley
Whalley – wieś w Anglii, w hrabstwie Lancashire, w dystrykcie Ribble Valley. Leży 42 km na północ od miasta Manchester i 300 km na północny zachód od Londynu.